# 兴隆观
兴隆观，位于北京市平谷区南独乐河镇峨嵋山村，是一座道教全真派宫观。

## 历史
兴隆观始建于唐朝咸通年间，兴盛于明朝和清朝。民国二十三年（1934年）《平谷县志》载“兴隆顶”：“在县城东北二十里，建碧霞元君殿，其后建玉皇殿，山半有观音庙，又前为山神庙，其下为回香庭，其南建戏楼。每岁四月十八日演剧为庙会，远近男妇携酒而游者纷如蚁聚，东西山麓几无隙。” 抗日战争期间，于1942年毁于日军的战火。
2002年，经过和北京市道教协会的协商，北京燕兴隆集团董事长、农民企业家张书英决定将600余万元人民币无偿捐赠，复建兴隆观。经过4年的复建，兴隆观于2007年3月4日（正月十五）举行开光法会并获宗教局颁发“宗教活动场所证书”。该观从北京的其他道观请来8位道士常驻。
兴隆观和峨嵋山下的佛教寺院兴善寺齐名。旧日每年四月初八到四月十八日，民众纷至峨嵋山朝拜。兴隆观修复后，每逢道场及斋醮之日，信众云集。
　

## 建筑
兴隆观的主要建筑有：
- 山神殿：正房一间，祀神像两尊为山神、土地
- 文昌殿：正房三间、前出廊，祀神像五尊为文昌帝君、孔子、朱熹、天聋、地哑
  - 西配殿：三间房，祀神像四尊为胡三太爷、胡三太奶、药童、药女 　　
  - 东配殿：三间房，为道士僚房
- 三官殿：正房三间、前出廊，祀神像三尊为天官、地官、水官
- 钟楼
- 鼓楼
- 元君殿：正房三间、前出廊，祀神像五尊为碧霞元君、送子娘娘、催生娘娘、眼光娘娘、天花娘娘
  - 东西配房：六间，为道士僚房
- 玉皇殿：正房三间、前出廊，祀神像七尊为玉皇大帝、侍男、侍女、张天师、许天师、葛天师、萨天师　
  - 药王殿：玉皇殿东配殿，三间，祀神像三尊为孙思邈、张仲景、扁鹊 　　
  - 财神殿：玉皇殿西配殿，三间，祀神像三尊为文财神比干、武财神赵公明、关公[1]